# Luxorské muzeum
Luxorské muzeum se nachází v centru egyptského města Luxor na východním břehu řeky Nil. V muzeu je k vidění sbírka staroegyptských památek, která však není tak rozsáhlá jako v největším egyptském muzeum v Káhiře. Muzeum bylo slavnostně otevřeno v roce 1975. Mezi nejvýraznější artefakty patří předměty z hrobky krále Tutanchamona a sbírka dvaceti šesti soch pocházejících z období Nové říše, které byly objeveny v roce 1989 ve skrýši nedaleko od Luxorského chrámu. Od roku 2004 jsou zde vystaveny královské mumie Ahmose I. a Ramesse I.